# Fântâna Oilor
Fântâna Oilor (antiguamente Coium-Punar) es una localidad rumana de la comuna de Dorobanțu, en el condado de Tulcea.

## Toponimia
El antiguo nombre del lugar, que tendría origen turco, puede encontrarse escrito con las grafías Coium-Punar y Coium Punar. Pasó a recibir el nombre de Fîntîna Oilor, posteriormente Fântâna Oilor, por traducción.

## Historia
Hacia finales del siglo XIX la localidad, que ya por entonces pertenecía al distrito de Tulcea, era capital de la comuna homónima y tenía contabilizada una población de 236 habitantes.
En la segunda mitad del siglo XX la localidad había pasado a formar parte de la comuna de Dorobanțu. En el censo de 2021 la localidad tenía una población de 19 habitantes.